# Secció de voleibol del RCD Espanyol
La secció de voleibol del RCD Espanyol fou un club de voleibol femení de Cornellà de Llobregat i Barcelona fundat l'any 1982.
L' Associació Esportiva Cornellà fou un club de voleibol que va competir a primera nacional durant sis temporades i guanyà dues lligues (1980 i 1982) i la Copa de la Reina de 1982. La tardor d'aquell mateix any fou absorbit pel RCD Espanyol per tal de cobrir les despeses econòmiques i continuar jugant al màxim nivell.
El club va competir amb el nom RCD Espanyol-Cornellà entre 1982 i 1984, RCD Espanyol-Verte (1984-85, per patrocini), RCD Espanyol-Completa (1986-88) i com a RCD Espanyol la resta de temporades. Va guanyar vuit títols nacionals: tres lligues (1984-85, 1987-88 i 1990-91) i cinc Copes de la Reina, tres d'elles consecutives (1984, 1985, 1986, 1990, 1992), consolidant-se com un dels millors equips nacionals de voleibol. També participà en la Copa d'Europa les temporades 1985-86 i 1988-89, així com en la Copa Confederació Europea i en la Recopa d'Europa. Les seves jugadores més destacades foren Marta Galcerán, Cecilia del Risco, capitana de la selecció peruana de voleibol, Sylvie Hernández, Sílvia Illa, Blanca Nualart, Marian García, Petra Beute, Anna Garcia, Elisenda Tamburini, Paquita Martín, entre d'altres, així com l'entrenadora Manoli Garcia. A partir de la temporada 1984-1985, el club va passar a dependre exclusivament del RCD Espanyol, convertint-se en una de les seccions més populars, ja que molts dels seus partits eren retransmesos en directe per TV3. Per altra banda, disputà els seus partits en diversos poliesportius de forma alternativa: el Municipal de Can Caralleu, el Palau d'Esports de Barcelona o el poliesportiu del Túnel de la Rovira.
L'any 1993 la secció fou dissolta per problemes econòmics. Tot i que es van mantenir el planter, el conseller responsable de l'àrea, Daniel Sánchez Llibre, els oferí un milió de pessetes per facilitar la continuïtat del projecte. Fruit d'aquesta ajuda econòmica, es fundà l'any següent el Club Voleibol Barcelona.
L'any 2017 va néixer un nou club anomenat Seccions Deportives Espanyol amb l'objectiu de recuperar les seccions esportives del RCD Espanyol, entre les quals destaca la secció de voleibol femení.

## Palmarès
- 3 Lligues espanyoles de voleibol femenina:
  - 1984-85, 1987-88, 1990-91
- 5 Copes espanyoles de voleibol femenina:
  - 1984, 1985, 1986, 1990, 1992
- 1 Supercopa espanyola de voleibol femenina:
  - 1990-91
- 8 Lligues catalanes de voleibol femenina:
  - 1982-83, 1983-84, 1985-86, 1986-87, 1987-88, 1988-89, 1990-91